# A Very She & Him Christmas
A Very She & Him Christmas è un album discografico dedicato al Natale e realizzato dal duo musicale statunitense She & Him, composto da M. Ward e Zooey Deschanel. Il disco è stato pubblicato nell'ottobre 2011.

## Tracce
1. The Christmas Waltz – 2:37 (Sammy Cahn, Jule Styne)
2. Christmas Day – 3:24 (Brian Wilson)
3. Have Yourself a Merry Little Christmas – 3:42 (Ralph Blane, Hugh Martin)
4. I'll Be Home for Christmas – 2:26 (Walter Kent, Kim Gannon, Buck Ram)
5. Christmas Wish – 2:58 (Joey Spampinato)
6. Sleigh Ride – 2:44 (Leroy Anderson, Mitchell Parish)
7. Rockin' Around the Christmas Tree – 2:00 (Johnny Marks)
8. Silver Bells – 1:57 (Jay Livingston, Ray Evans)
9. Baby, It's Cold Outside – 2:17 (Frank Loesser)
10. Blue Christmas – 3:24 (Billy Hayes, Jay W. Johnson)
11. Little Saint Nick – 2:10 (Wilson, Mike Love)
12. The Christmas Song – 2:26 (Robert Wells, Mel Tormé)

## Formazione
She & Him
- Zooey Deschanel – voce, piano, ukulele
- M. Ward – chitarra, voce, organo

Altri musicisti
- Jim Keltner – percussioni
- Pierre de Reeder – percussioni